# Banshee
Las banshees (/ˈbænʃiː/, del irlandés bean si, ‘mujer de los túmulos’) forman parte del folclore irlandés desde el siglo VIII. Son espíritus femeninos que, según la leyenda, se aparecen a una persona para anunciar con sus llantos o gritos la muerte de un pariente cercano. Son consideradas hadas y mensajeras del otro mundo.
Se cree que las aos sí (‘personas de los túmulos’, ‘personas de paz’) son remanentes de deidades, espíritus de la naturaleza o los ancestros venerados por los escotos antes de la introducción del cristianismo. Algunos teósofos y cristianos celtas se refieren a estas como «ángeles caídos».
También son criaturas europeas sobrenaturales que al gritar causan desastres. La leyenda les atribuye el poder de romperle los tímpanos a cualquier persona que se les cruce con su poderoso grito.

## Etimología
La palabra banshee es el resultado de la anglización del gaélico irlandés bean sídhe o bean sí, que significa «mujer de los túmulos feéricos» o «mujer de paz». Son brujas dolidas por la pérdida de alguna persona muy cercana a ellas. Ambos nombres provienen del irlandés antiguo ben sídhe: bean 'mujer' y sídhe 'de los túmulos'. Algunos consideran que la bean nighe (‘lavandera’) es el equivalente escocés de la banshee irlandesa. Sin embargo, la bean shìth es la homóloga lingüística y mitológica, y como tal se presenta en numerosas ocasiones en el folclore y la mitología. La bean nighe es una clase específica de bean shìth.
En gaélico escocés bean shìth también se puede escribir bean-shìdh. Síd en irlandés y sìth en gaélico escocés también quieren decir ‘paz’, y se habla también de estas hadas como ‘personas de paz’: aos sí o daoine-sìth. La palabra «banshee» ha sido traducido del inglés al español como alma en pena y espíritu aullador.

## Mitología y folclore
Cada banshee se dedicaba exclusivamente a una de las grandes familias irlandesas cuyos apellidos contenían los prefijos Mac u O, a las que servían durante siglos y siglos, aunque solo aparecen cuando un miembro de la familia está a punto de morir.
Tradicionalmente, cuando una persona moría, una mujer cantaba un lamento en el funeral. Estas mujeres eran conocidas como "keeners", y las mejores keeners serían las más solicitadas. La leyenda cuenta que en cinco grandes familias gaélicas -los O'Gradys, los O'Neills, los O'Briens, los O'Conchobhairs y los Caomhánachs- el lamento era gritado por una mujer-hada. Ella gritaría el lamento cuando un miembro de la familia muriese, incluso si la persona había muerto lejos y la noticia de su muerte no hubiera llegado todavía, de forma que el grito de la banshee constituía la primera evidencia que tendría la familia de la muerte.
Posteriormente se dijo que las banshees mostraban su respeto hacia los difuntos gritando o lamentándose debajo de la ventana del moribundo y a veces elevándose por los aires hasta varios pisos de altura para poder hacerlo. Si varias banshees aparecen a la vez, anuncian la muerte de un personaje importante, incluso de carácter sagrado.
Una banshee puede también permanecer a cierta distancia como una figura solitaria que anuncia la muerte, paseando por las colinas que circundan la casa de la familia, o sentada sobre un muro de piedra. A veces no es visible, pero sus gritos penetrantes no dejan lugar a dudas respecto a su presencia.

## Características
Las Banshee siempre son mujeres y sus características más comunes son:
- Cabello muy largo y abundante. [Naranja, rojizo, marrón, negro o blanco].
- Manos con uñas largas.
- Un vestido que va desapareciendo en la parte inferior por lo que no se ven sus piernas, generalmente de color blanco o gris.
- Escucha voces en su cabeza.
- Su mejor cualidad es el grito sonico.
- A veces predicen la muerte por sueños.

## Aibhill
La banshee más famosa de la antigüedad se llamaba Aibhill y rondaba a la familia real de los O'Brien.
Según cuenta la leyenda, el anciano rey Brian Boru partió hacia la batalla de Clontarf en 1014 sabiendo que no sobreviviría, pues Aibhill se le había presentado la noche anterior lavando la ropa de los soldados hasta que toda el agua se hubo vuelto roja como la sangre.

## Como personaje de obras artísticas, series televisivas y juegos electrónicos
- Banshee es el título de un cuento del escritor estadounidense Ray Bradbury escrito en 1984, sobre sus vivencias en Irlanda con John Huston durante la escritura del guion de la película Moby Dick (1956). También es el título de la adaptación de dicho cuento para la serie televisiva The Ray Bradbury Theater (T1 E6, 1986).
- En la serie Misión Imposible de 1989 episodio 9 temporada 2 el equipo especializado recrea a una Banshee por medio de hologramas para detener a un supersticioso traficante de armas irlandés.
- En el juego MMORPG Tibia_(videojuego) La Banshee es una criatura terrorífica no muerta. La leyenda cuenta que alguna vez fue una mujer mortal con una gran belleza, la cual se ha matado por algún aquejo antiguo y olvidado. La muerte rechazó su sacrificio y la devolvió, maldita y distorsionada. Y ahora la Banshee es algo horrible de contemplar. Su cuerpo no es etéreo como el de un fantasma, pero su mirada ardiente y marchita llena de un dolor infinito en su rostro impone terror en el corazón de todo mortal. Mucho peor que sus temibles miradas, es su canción mundana. El lamento de la Banshee es una melodía de muerte que drena la vida y esperanza de todas sus desafortunadas víctimas. Pocos mortales que han encontrado una Banshee y han vivido para contar la historia.
- En el videojuego Castlevania: Order of Ecclesia las banshee aparecen como enemigos.
- En el juego MMORPG - World Of Warcraft. Se encuentra la actual jefa de guerra Lady Sylvanas Windrunner, la cual es líder y fundadora de la facción de los Renegados, aliados de la Horda. Esta es más conocida como "the Dark Lady" y "the Banshee Queen".
- En Dragon's dogma: Dark Arisen es un enemigo que solo se puede matar con ataques físicos.
- En la película de Walt Disney "Darby O'gill and the little people" (El cuarto deseo) de 1959; El Viejo Darby ahuyenta a una Banshee evitando así y gracias a su tercer deseo concedido por el rey Brian (rey de los duendes "little people") que la carroza de la muerte se lleve el espíritu de su hija Katie, tomando así Darby O'gill el lugar de su amada hija.
- En Fable II, como espíritu malvado en WrairtMarsh.
- En el juego MMORPG Ragnarok Online se pueden encontrar Banshees en Cursed Monastery en Nameless Island.
- En el juego MMORPG para móvil Order And Chaos Online se pueden encontrar Banshees en diversos mapas del juego.
- En el juego MMORPG Celtic Heroes se hace referencia al llanto de banshee.
- En el juego para móviles de Geewa, Smashing Four, existe un personaje femenino llamado Banshee.
- En la serie Charmed, se hace referencia a la banshee cuando Phoebe se convierte en una de ellas.
- En el juego para PC, Xbox One y PS4 Warframe Banshee es una de las exoarmaduras que el jugador tiene a su disponibilidad.
- En el juego para PC, Xbox 360 y PS3 Mass Effect 3 se le llama banshee a las asaris convertidas.
- En el libro de la famosa escritora Cassandra Clare, "Cazadores de sombras, Las Crónicas de Magnus Bane", el mismo Magnus se dirige hacia la pequeña Clary Morgenstern diciéndole Banshee, debido a que sus chillidos son muy fuertes.
- En la serie Supernatural aparece una banshee como antagonista, en el episodio 11 de la 11.ª temporada. Aquí ataca sólo durante la noche a la persona que considere más débil, produciéndole un aturdimiento con sus gritos que sólo la víctima puede oír.
- En la serie animada Ruby Gloom uno de los personajes principales, Misery (Desgracia en Hispanoamérica) es una banshee.
- En Harry Potter y la cámara secreta, el profesor Gilderoy Lockhart alardea numerosas veces de haber vencido a una banshee.
- En Harry Potter y el prisionero de Azkaban, el boggart (ser que toma forma de los miedos de la persona en frente suya) usado en la clase de Defensa contra las Artes Oscuras impartida el Profesor Remus Lupin, tomó forma de una banshee ante el alumno Seamus Finnigan al ponerse frente al boggart. Cuando comenzó a escuchar el grito aterrador, Seamus la dejó muda gracias al encantamiento Riddikulus.
- En la serie Monster High, hay una banshee llamada Scarah Screams.
- Dentro de los cómics de la editorial DC Comics, Siobhan Smythe se convierte en la villana Silver Banshee a causa de una maldición. Es una enemiga regular de Superman y Supergirl.
- En la banda Siouxsie and the Banshees.
- En el videojuego League of Legends existe un objeto llamado Velo de la Banshee.
- En Teen Wolf, Lydia Martin, una de las protagonistas, descubre que es Banshee tras ser mordida por un hombre lobo Alfa. A partir de ahí cobra un papel clave para la serie.
- En la saga de videojuegos Halo, el vehículo aéreo principal del Covenant se llama Banshee.
- En los nombres de los álbumes del género vaporwave, Blank Banshee 0 y Blank Banshee 1.
- En el manga-anime Mahō Tsukai no Yome (The Ancient Magus Bride), Silky, un personaje principal de la serie, es una banshee.
- La canción Banshee de Santigold en su disco 99cents habla de una banshee en su hombro que no la deja dormir.
- En el capítulo 7 de la primera temporada de la serie American Gods se hace referencia a las banshee cuando Mr. Ibis narra la historia de Essie Macgowan.
- Una canción de Vocaloid "Banshee Strikes" de NantokaP (Kiichi).
- En el juego The Witcher, aparecen diferentes tipos de banshee. Al morir dejan materiales especiales de fabricación.
- En el capítulo 15 de la tercera temporada de la serie Sleepy Hollow (serie de televisión), los protagonistas se enfrentan a una banshee.
- Sindel, personaje de Mortal Kombat, posee características físicas parecidas a una banshee como el cabello largo, y un ataque llamado "Grito de Banshee" consistente en lanzar gritos que aturden al enemigo.
- En el videojuego Starcraft II, los Banshee son unidades aéreas pertenecientes a los Terran.
- En el videojuego Miitopia, las banshee son enemigos comunes en diversos mapas.
- En los cómics de editorial Marvel hay dos personajes mutantes llamados Banshee con el poder de aturdir con su grito sónico. Los dos personajes son integrantes de los equipos de X-Men.
- El juego de cartas Yu-Gi-Oh! posee varias cartas basadas en banshees, tales como "Banshee del Necromundo" y "Altergeist Primebanshee".
- En la segunda temporada de la serie World of Winx, Musa (hada de la música), se enfrenta a su némesis Banshee en una dura batalla sobre la catedral de París, la cual la ataca con sus estridentes gritos. Finalmente Banshee es derrotada por Musa, gracias al poder de la música.
- ‘Banshee’ de Anna Kearney es la canción que representó a Irlanda en el Festival de la Canción de Eurovisión Junior 2019.
- En la serie embrujadas en el penúltimo capítulo de la 3ª temporada (3x21) Phoebe se convierte en una Banshee al escuchar el grito de una cuando esta afectada por su ruptura con Cole, en ese mismo capítulo Prue se convierte en perro para ayudar a localizar a Phoebe y a las banshee debido a los sentidos de estos animales.
- En los cómics de la editorial DC, Silver Banshee es un enemigo recurrente de Superman. Dentro de los cómics el rol fue ocupado primero por Siobhan McDougal y luego por Siobhan Smythe luego del reinicio de la continuidad.
- El Pokémon Mismagius (ムウマージ Mumage en japonés) de tipo fantasma, está inspirado en el concepto de brujas y magos, pero también hace referencia a los banshee debido a sus cantos.
- En el capítulo 45 de la serie Gargoyles aparece una Banshee, cuando Goliath junto con Elisa, Bronx y Angela, llegan a Irlanda.
- En el videojuego de PC Phasmophobia el Banshee es uno de los tipos de fantasma con los que te puedes encontrar.
- En el videojuego de PC Warcraft III, las banshees son  unidades lanza conjuros controlables para la raza muerto viviente.
- En un capítulo de las escalofriantes aventuras de Sabrina hay una banshee delante de la casa anunciando la muerte de una familiar cercano.
- En la serie de novelas/animaciones Mobile Suit Gundam Unicorn, Banshee es el nombre del RX-0 Unicorn Gundam Unidad 02, mobile suit de color negro y dorado pilotado por Marida Cruz y posteriormente por Riddhe Marcenas, que antagoniza al RX-0 Unicorn Gundam Unidad 01, pilotado por el protagonista de la historia, Banagher Links, y de color blanco.
- En el juego de rol Calabozos y Dragones, las Banshees son un enemigo de la categoría de no muertos o muertos vivientes las cuales merodean pasillos de calabozos o mansiones antiguas llorando fuertemente.
- En la película The Banshees Of Inisherin, o Los espíritus de la Isla por su nombre en castellano, se nombra y se muestra a una vieja que bien podría ser una banshee.
- En la saga de videojuegos Grand Theft Auto, existe un vehículo deportivo llamado Banshee, inspirado en el Dodge Viper.
- El la primera temporada de Malcom el de en medio en el capítulo 14 Francis dice que su mamá Louise es una Banshee.
- En el juego Hades 2 las banshees son enemigos comunes en su primera estancia.
- En el juego Darkwatch, es un enemigo recurrente que ataca en grupo, caracterizado por una bella mujer con vestimenta del viejo oeste (cabaret) flotando en el aire. No se pueden ver sus piernas y realiza ataques basados en gritos.